# Reduto de Jacarecanga
O Reduto de Jacarecanga, incorretamente grafado por BARRETO (1958) como Reduto de Jarecamara, localizava-se em Jacarecanga, na vila de São José de Riba-Mar, atual cidade de Fortaleza, no litoral do estado brasileiro do Ceará.

## História
É uma estrutura citada por BARRETTO (1958), que informa tratar-se de fortificação existindo em 1749, artilhada com duas peças (op. cit., p. 97).
Posteriormente, instalou-se no bairro da Prainha a recém-criada Companhia de Aprendizes-Marinheiros, em 26 de novembro de 1864. Em 1 de Outubro de 1908, mudou-se para o bairro de Jacarecanga, onde permanece até hoje.